# Симфонія № 8 (Шуберт)

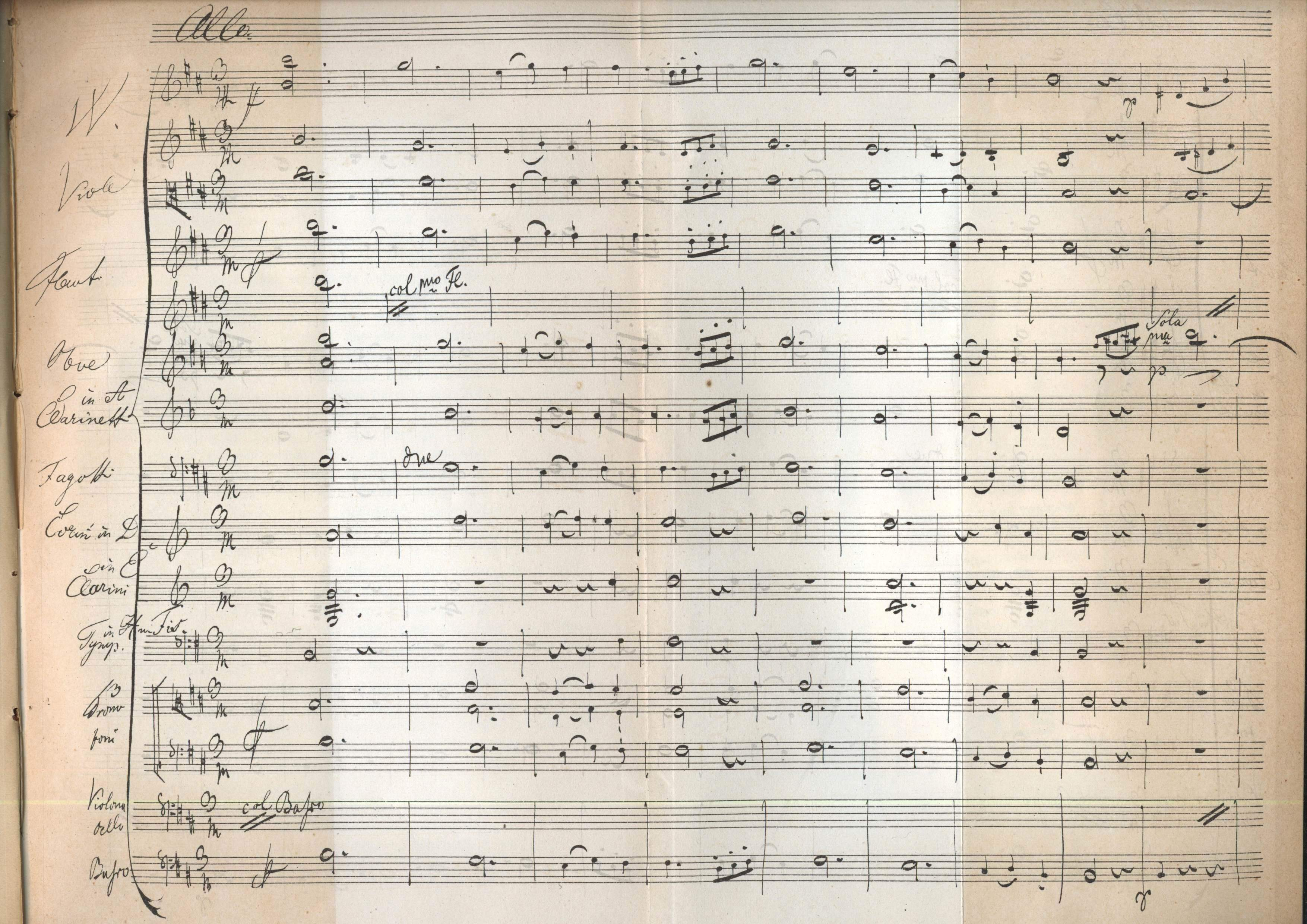
The Unfinished, third movement, Facsimile, 1885, In J. R. von Herbeck's Biography

Симфонія № 8 Ф. Шуберта, сі мінор (D.759), була написана композитором 1822 року й містить дві завершені частини, замість традиційних для класичного циклу 4-х, через що й отримала назву Незакінчена нім. Unvollendete. Існує також майже закінчений клавір третьої частини — Скерцо, дві сторінки цієї частини були оркестровані композитором. Існувала також гіпотеза, що Ф. Шуберт писав і четверту частину — фінал до цієї симфонії, який згодом став антрактом до спектаклю «Rosamunde», проте підтверджень цій гіпотезі не існує.
Рукопис симфонії було випадково знайдено приятелем композитора Анцельмом Гуттенбреннером (нім. Anzelm Hűttenbrenner) в 1865 році, через 37 років після смерті автора, в архіві музичного товариства Грацу, для якого Шуберт писав цей твір, як подяку за визнання його почесним членом цього товариства. Це була сі мінорна симфонія. Вона була вперше виконана в грудні 1865 року — через 43 роки після створення.
В той час коли Шуберт писав цю симфонію, він вже був відомий як автор прекрасних пісень і фортепіанних п'єс, але жодна з написаних симфоній не була публічно виконана. Нова сі мінорна симфонія створювалася спочатку у вигляді перекладення для двох фортепіано, а потім вже — в партитурі. У фортепіанному варіанті збереглися нариси трьох частин, але в партитурі композитор записав тільки дві. Тому згодом вона одержала назву «Незакінчена». Дотепер у всьому світі ведуться суперечки, чи є вона незавершеною, чи Шуберт повністю втілив свій задум в двох частинах замість чотирьох, як це було прийнято в той час.
Існує думка, що композитор збирався писати звичайну чотиричастинну симфонію. Його ідеалом, до якого він прагнув наблизитися, був Бетховен. Про це свідчить Велика мажорна симфонія Шуберта. А написавши ці дві частини, він міг просто злякатися — так вони не були схожі на все написане в цьому жанрі до нього. Ймовірно, композитор не зрозумів, що створене ним — шедевр, що відкриває нові шляхи в розвитку симфонії, визнав симфонію невдачею і залишив роботу.
Проте дві частини цієї симфонії залишають враження дивовижної цілісності, повноти і завершеності. Незакінчена симфонія — це нове слово в цьому жанрі, що відкрило дорогу романтизму. І тільки романтичне осмислення дало можливість почуттям проникнути в сталий устрій симфонічної будови і поєднати в новий образ. До симфонічної музики ввійшла нова тема — це внутрішній склад людини, яка гостро відчуває свій розлад з оточуючою дійсністю. Якби ця симфонія прозвучала відразу після написання, то вона могла б зробити ще більший вплив на розвиток музики. Але світ познайомився з нею в той час, коли вже з'явилися романтичні симфонії Мендельсона, Берліоза, Ліста.

## Будова симфонії

### Перша частина
Перша частина симфонії написана у сонатній формі в темпі allegro. Вона починається повільним вступом, тема якого грає роль своєрідного лейтмотиву симфонії. Вона народжується звідкись — із глибини, в унісон віолончелям і контрабасам. Вона застигає, немов недозволене питання. А далі — трепетне шелестіння скрипок і на його фоні — розспів головної теми. Цю виразну, немов про щось благаючу мелодію, виконують гобой і кларнет.
Поступово стрічка мелодії розгортається, стає все більш напруженою. На зміну їй приходить м'яка вальсова тема побічної партії. Вона схожа на острівець безтурботного спокою, світлу ідилію. Але цю ідилію перериває оркестрове tutti. Драма вступає в свої права. Тема побічної партії ніби намагається пробитися на поверхню крізь нищівні акорди. І коли ця тема, нарешті, повертається, як сильно вона змінена — надломлена, забарвлена скорботою.
В кінці експозиції все стихає. Розробка побудована на темі вступу. Музичний розвиток досягає колосальної кульмінації. І раптом — повне спустошення, залишається звучати лише самотня тужлива нота. Починається реприза. Ще одне коло драматичного розвитку приходиться на коду. У ній — та ж напруга, пафос відчаю. Але сил для боротьби більше немає. Останні звуки звучать як трагічний епілог.

### Друга частина
Друга частина — світ інших образів. Це пошуки нових, світлих сторін життя, примиреність з ним. Неначе герой, що пережив душевну трагедію, шукає заспокоєння. Дивовижно красою вирізняються обидві теми цієї частини: і широка пісенна головна, і побічна, пройняті тонкими сихологічними відтінками.
Дуже ефектно завершує композитор симфонію: поступово затухає, розчиняється початкова тема. Повертається тиша.

## Аудіо та ноти
- 1. Allegro
- 2. Andante con moto